# Héliport d'Évry
L'héliport d'Évry était un héliport français situé à Courcouronnes dans le département de l'Essonne et la région Île-de-France. Son code AITA était JEV.

## Situation
L'héliport d'Évry était situé sur le territoire de la commune de Courcouronnes, intégrée dans ce qui était la ville nouvelle d'Évry. Si le parking était accessible par la rue du Bois Briard, l'héliport était bordé à l'ouest par la route départementale 446 servant de rocade à l'agglomération.

## Histoire
Il a été utilisé pour la visite du pape Jean-Paul II à Évry en 1997. L'héliport est désaffecté depuis 1998.